# Stranger Things: Music from the Netflix Original Series, Season 3
Stranger Things: Music from the Netflix Original Series, Season 3 è una raccolta di autori vari, pubblicata il 5 luglio 2019. L'album contiene le musiche non originali che compongono la colonna sonora della terza stagione della serie televisiva Netflix Stranger Things.

## Descrizione
L'album, che include quindici brani popolari associati a una registrazione del cast originale della terza stagione, è stato rilasciato il 5 luglio 2019 dalla Legacy Recordings in coincidenza con l'uscita della terza stagione. Alcune versioni speciali in vinile dell'album verranno fornite con un singolo da 7 pollici e altre funzionalità aggiuntive, come poster, adesivi, puzzle ed altro ancora.

## Tracce
1. The Who – Baba O'Riley (ConfidentialMX Remix) – 2:34
2. Howard Jones – Things Can Only Get Better – 3:54
3. Madonna – Material Girl – 4:00
4. Foreigner – Cold as Ice – 3:19
5. Patsy Cline – She's Got You – 2:58
6. John Mellencamp – R.O.C.K. in the U.S.A. – 2:54
7. The Pointer Sisters – Neutron Dance – 4:13
8. REO Speedwagon – Can't Fight This Feeling – 4:53
9. Wham! – Wake Me Up Before You Go-Go – 3:51
10. "Weird Al" Yankovic – My Bologna – 1:59
11. The Cars – Moving in Stereo – 4:42
12. Corey Hart – Never Surrender – 4:54
13. Teena Marie – Lovergirl – 4:21
14. Huey Lewis & the News – Workin' for a Livin' – 2:39
15. Vera Lynn – We'll Meet Again – 2:59
16. Gaten Matarazzo e Gabriella Pizzolo – Never Ending Story – 2:05

Durata totale: 56:15

## Edizioni
| Data           | Edizione                                   | Formato           | Rivenditori esclusivi | Etichetta         | Note  |
| -------------- | ------------------------------------------ | ----------------- | --------------------- | ----------------- | ----- |
| 5 luglio 2019  | Standard                                   | CD                | N.D.                  | Legacy Recordings | [ 3 ] |
| 5 luglio 2019  | Standard                                   | Download digitale | N.D.                  | Legacy Recordings | [ 3 ] |
| 5 luglio 2019  | Standard                                   | LP                | N.D.                  | Legacy Recordings | [ 3 ] |
| 5 luglio 2019  | Standard                                   | Cassetta          | FYE                   | Legacy Recordings | [ 3 ] |
| 26 luglio 2019 | Edizione con copertina alternativa         | LP + 7"           | Barnes & Noble        | Legacy Recordings | [ 3 ] |
| 26 luglio 2019 | Vinile color arancio schizzato             | LP + 7"           | Urban Outfitters      | Legacy Recordings | [ 3 ] |
| 26 luglio 2019 | Vinile color porpora schizzato             | LP + 7"           | Walmart               | Legacy Recordings | [ 3 ] |
| 26 luglio 2019 | Vinile color rosso, bianco e blu schizzato | LP + 7"           | Target                | Legacy Recordings | [ 3 ] |